# 0-3-1

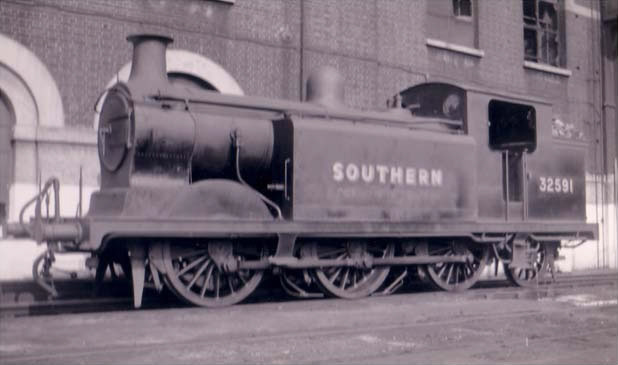
Англійський танк-паровоз класу E5 тип 0-3-1

Тип 0-3-1 — паровоз з трьома рушійними осями в одній жорсткій рамі і однією підтримувальною віссю.
Інші варіанти запису:
- Американський — 0-6-2
- Французький — 031
- Німецький — С1

## Види паровозів 0-3-1
Маневрові і вантажні танк-паровози.